# ROO
ROO(1994년 1월 2일 ~)는 대한민국의 가수다. 2013년 9월, 브라운 아이드 소울의 영준이 참여한 클래프 프로젝트에 'In My World'라는 곡으로 참여하면서 활동을 시작하였고, 그 해 첫 솔로 싱글 '사랑하지 않아도'를 발표해 정식 데뷔했다. 

## 방송
- K팝스타 2 - Top18(13위)